# زنباء مخططة
زنباء مخططة (الاسم العلمي:Pangonius striatus) هو نوع من الحشرات يتبع جنس الزنباء من الفصيلة النعرية.